# Първа мотострелкова дивизия
Първа мотострелкова дивизия е бивше военно съединение на българската армия.

## История
Създадена е на 1 март 1946 г. с указ № 8 чрез сливане на първа пехотна софийска дивизия и първа гвардейска народоосвободителна дивизия под името първа пехотна Софийска гвардейска дивизия. Към момента на създаването включва в себе си първи, шести, двадесет и седми пехотни полкове и четвърти дивизионен артилерийски полк. Щабът на дивизията е в София. Всички полкове получават наименованието гвардейски. Първи командир на дивизията е генерал-майор Петър Панчевски. От септември 1947 г. двадесет и пети драгомански полк е изведен от състава на полка без своята втора дружина. По-късно от дивизията е изваден и 27-и чепински полк, като в нея е включен втора дружина от 39-и пехотен солунски полк. На 1 септември 1950 г. дивизията е преименувана на първа гвардейска стрелкова дивизия „Й. В. Сталин“, а на 7 септември получава бойното си знаме. Полковете в състава ѝ също са преименувани – 1 първи пехотен софийски полк става трети стрелкови полк, шести пехотен търновски полк се преименува на пети стрелкови полк, а дивизионния артилерийски полк става 14-и оръдеен артилерийски полк. Същата година дивизията има следния състав: трети, пети и 48 стрелкови полкове, 14-и оръдеен артилерийски полк, 18-и гаубичен артилерийски полк, 4-ти отделен стрелкови батальон, изтребително-противотанков и зенитен дивизион, инженерен и танков батальон. От средата на 80-те години дивизията е преместена от София в Сливница без 48-и мотострелкови полк. От 1986 г. е преобразувана в териториален учебен център. През юли 1998 г. е преобразувана в първа механизирана бригада. Бригадата е закрита окончателно през 2001 – 2002 г.

## Състав към 1950
- Трети стрелкови полк
- Пети стрелкови полк – София
- 48-и стрелкови полк (бивш 39-и солунски полк) – София, от май 1951 г. в Брезник
- 14-и оръдеен артилерийски полк
- 18-и гаубичен артилерийски полк
- 4-ти отделен стрелкови батальон
- Изтребително-противотанков дивизион
- Зенитен дивизион

## Състав към 1955
- Трети стрелкови полк
- Пети стрелкови полк – София
- Петдесети стрелкови полк – Горна Малина
- 14-и артилерийски полк – Божурище
- 18-и артилерийски полк – Божурище
- Танков батальон
- Зенитен дивизион
- Изтребително-противотанков дивизион
- Свързочен батальон
- Сапьорен батальон

## Състав към 1959
- Трети стрелкови полк
- Пети стрелкови полк – София
- 48-и стрелкови полк – Брезник
- 65-и танков полк – Суходол (от 1960)

## Състав към 1964
- Пети мотострелкови полк – Сливница
- 48-и мотострелкови полк – Брезник
- 18-и артилерийски полк – Божурище
- Трети мотострелкови полк (мобилизационен)
- Четвърти мотострелкови полк (мобилизационен)
- Зенитно-артилерийски полк
- 32-ри мотострелкови полк – Дупница (за кратко)

## Състав към 1988
- Пети мотострелкови полк – Сливница[3]
- 32-ри мотострелкови полк – Дупница
- 48-и мотострелкови полк – Брезник
- Шестдесет и пети танков полк – Ботевград
- 18-и артилерийски полк – Божурище
- 37-и зенитно-артилерийски полк – Сливница
- 1-и ракетен батальон – Самоков
- 1-и противотанков артилерийски батальон
- 1-и батальон за залпов огън
- 1-и разузнавателен батальон – Брезник
- 1-и инженерен батальон – Брезник
- 1-и свързочен батальон – Сливница
- 1-и батальон за поддръжка
- 1-а рота за химическа защита
- 1-и транспортен батальон

## Командири
Званията са към датата на заемане на длъжността:
- генерал-майор Петър Панчевски – 1 март 1946 – 1 януари 1948
- генерал-майор Славчо Трънски – 1 януари 1948 – 1949
- полковник Дико Диков – 1949 – октомври 1950
- полковник Цвятко Анев – 1950 – ?
- полковник Стоян Мичев - 14 октомври 1959 - ?
- полковник Панайот Панайотов – 1974 – 1980?

### Заместник-командири по политическата част
- полковник Иван Георгиев – 1964 до 1975 г.
- Стоимен Стоименов 1983 – 1985 г.

### Командващи артилерията
- полковник Георги Костов 28 ноември 1955 – 21 август 1956 г.

## Наименования
- Първа пехотна Софийска гвардейска дивизия – 1 март 1946 – юни 1950
- Първа гвардейска стрелкова дивизия – юни 1950 – 1 септември 1950
- Първа гвардейска стрелкова дивизия „Й. В. Сталин“ – 1 септември 1950 – март 1960
- Първа мотострелкова дивизия – март 1960 – април 1961
- Първа учебна мотострелкова дивизия – април 1961 – 1 март 1964
- Първа мотострелкова дивизия – 1 март 1964 – 1986
- Териториален учебен център – 1986 – юли 1998
- Първа механизирана бригада – юли 1998 – декември 1998
- Първа Софийска механизирана бригада – декември 1998 – 2001 – 2002